# Yang Shoujing
Yang Shoujing (杨守敬 / 楊守敬, Yáng Shǒujìng, Wade : Yang Shou-ching ; 2 juin 1839-9 janvier 1915) était un historien-géographe, calligraphe, antiquaire, bibliophile, et diplomate de la fin de la dynastie Qing. Il est surtout connu pour son atlas historique de la Chine Lidai yudi tu, communément appelé le Yangtu (« Atlas de Yang »), l'atlas historique le plus complet et le documenté produit au cours de la dynastie des Qing. Il a consacré la plupart de sa vie à l'annotation du Shui jing zhu, un document géographique du VIe siècle dont l'annotation sera achevé par son disciple Xiong Huizhen et publié sous le nom de Shui jing zhu shu.
Comme diplomate Qing en poste au Japon, Yang a acheté des dizaines de milliers de vieux livres Chinois présents dans les bibliothèques et archives japonaises, dont beaucoup étaient devenus rares ou perdu en Chine. Après sa mort, le gouvernement de la République de Chine a acheté sa collection et conservé la plupart des livres du Musée National du Palais, à Taipei.
Yang était un calligraphe accompli de l'Ecole Stèle, et est devenu un maitre influent au Japon. L'introduction de cette tradition au Japon est rapporté comme ayant "offert un style esthétique virtuellement inédit" au Japon et ayant "révolutionné" la calligraphie Japonaise.
La résidence de vie de Yang ainsi que sa tombe à Yidu, Hubei sont maintenant protégées en tant que Site Historique et Culturel National Majeur du pays.

## Biographie

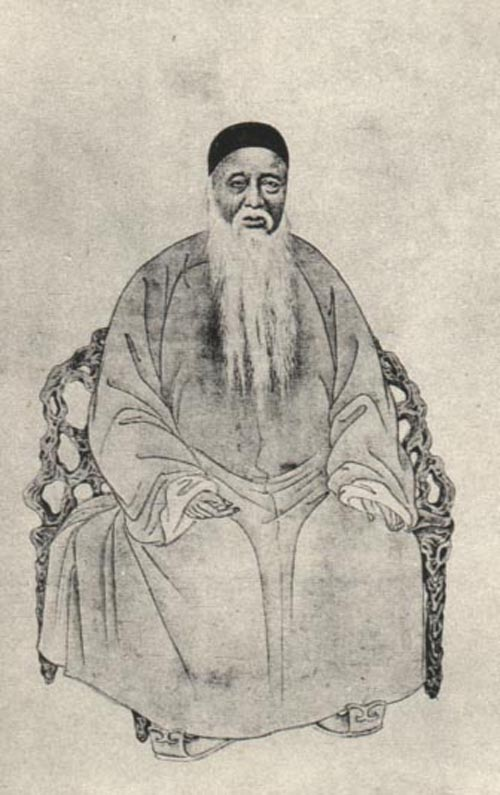
Yang Shoujing portrait issu des "Biographies Illustrées des Érudits de la Dynastie des Qing" (清代學者象傳, 1928)

Yang est né en 1839 sous la dynastie des Qing, dans la ville de Lucheng, comté (aujourd'hui, ville-district) de Yidu, dans l'actuelle ville-préfecture de Yichang et province du Hubei. Son nom social de jeune érudit était Xingwu (惺吾). Après sa réussite aux examens provinciaux et l'acquisition du juren en 1862 (à 23 ans, durant la première année du règne de Tongzhi), Yang vit durant dix ans à Pékin, essayant de passer le plus haut niveau des examens impériaux, le jinshi, mais ceci sans succès. Bien qu'il échoue à ces examens, il se lie d'amitié avec d'éminents représentants tels que Pan Zuyin et Zhang Zhidong, partageant ensemble une curiosité vorace pour les antiquités. Il assiste aux fêtes somptueuses de Pan et recherche avec Zhang des antiquités précieuses au marché d'antiquité de Liulichang, à Pékin.
Dès son plus jeune âge Yang était intéressé à la géographie et passe une grande partie de sa vie à annoter les Commentaire sur l'Eau Classique (Shui Jing Zhu 水經註) de Li Daoyuan (m. 527), écrit au VIe siècle. Ses connaissances impressionnantes en géographie lui valent un poste de diplomate au Japon, en dépit de ses échecs répétés aux examens impériaux. À Tokyo, il travaille sous la direction du diplomate Li Shuchang, un supérieur abrasif qui apprécie néanmoins Yang et sa connaissance avancée des antiquités. L'occidentalisation du Japon sous la Restauration Meiji amorce une période de délaissement pour les publications et antiquités chinoises, qui sont bradées et se négocient aisément. En collaboration avec Li et un réseau d'antiquaires et connaisseurs japonais, Yang achète des dizaines de milliers de vieux livres chinois jusqu'alors conservés dans les collections japonaises, bon nombre de ces ouvrages étant devenus rares ou même perdus en Chine. Ils seront ensuite publiés en tant que Guyi congshu (古逸丛书). Après la mort de Yang, le gouvernement de la République de Chine, conscient du travail précieux achevé, rachète la collection dont la plupart des ouvrages sont aujourd'hui conservés au Musée National du Palais, à Taipei, Taïwan.
Yang est présent au Japon de 1880 à 1884. Après son retour en Chine, il a enseigné à l'Académie de Lianghu (两湖书院) à Wuchang, puis est devenu le doyen de l'École Qincheng (勤成学堂), plus tard rebaptisée École Cungu (存古学堂). En 1909, il a servi en tant que conseiller du Ministère des Rites, peu avant la révolution chinoise de 1911. Il décède à Pékin le 9 janvier 1915 et est enterré dans sa ville natale Yidu.

## Annotation duCommentaire sur l'Eau Classique
Yang a consacré une longue part de sa vie à annoter le Commentaire sur l'Eau Classique (Shui jing zhu 水經註). Il écrit ainsi 40 volumes d'annotations, mais il meurt avant d'achèver son travail. Son disciple Xiong Huizhen porte ensuite le projet, écrivant 40 volumes supplémentaires. Ce travail immense est publié sous le titre de Shui jing zhu shu (水經註疏). Le grand historien chinois Gu Jiegang déclare ainsi "[les travaux de Yang] rassemblent et élèvent trois siècles de recherches textuelles sur Le Classique de voies Navigables [水經]." Il souligne "la dévotion absolue" à la tâche des auteurs, et la loyauté sans faille de Xiong pour son maître.

## Atlas historique de la Chine
Une autre publication majeure de Yang est le Lidai yudi tu (歷代輿地圖), son atlas historique de la Chine, souvent appelé simplement le Yangtu (楊圖 : Atlas de Yang). Yang a commencé ce projet en 1866, avec l'aide de Deng Yongxiu, et est rejoint par Rao Dunzhi vers la fin des années 1870. Ils collectent des données historico-géographiques sur une carte récente de la Chine, ignorant cependant les royaumes non-Chinois tels que Nanzhao et Dali. Publié entre 1906 à 1911, il est alors l'atlas historique chinois le plus complet et le mieux sourcé, et restera le meilleur atlas historique produit sous l'empire Qing. Se basant largement sur les informations, sources, et pistes ouvertes par l'atlas historique de Yang, historien Tan Qixiang compile L'Atlas Historique de la Chine, publié dans les années 1980. Cet atlas est encore à ce jour considéré comme la plus haute autorité en matière d'atlas historiques en Chine.

## Calligraphie

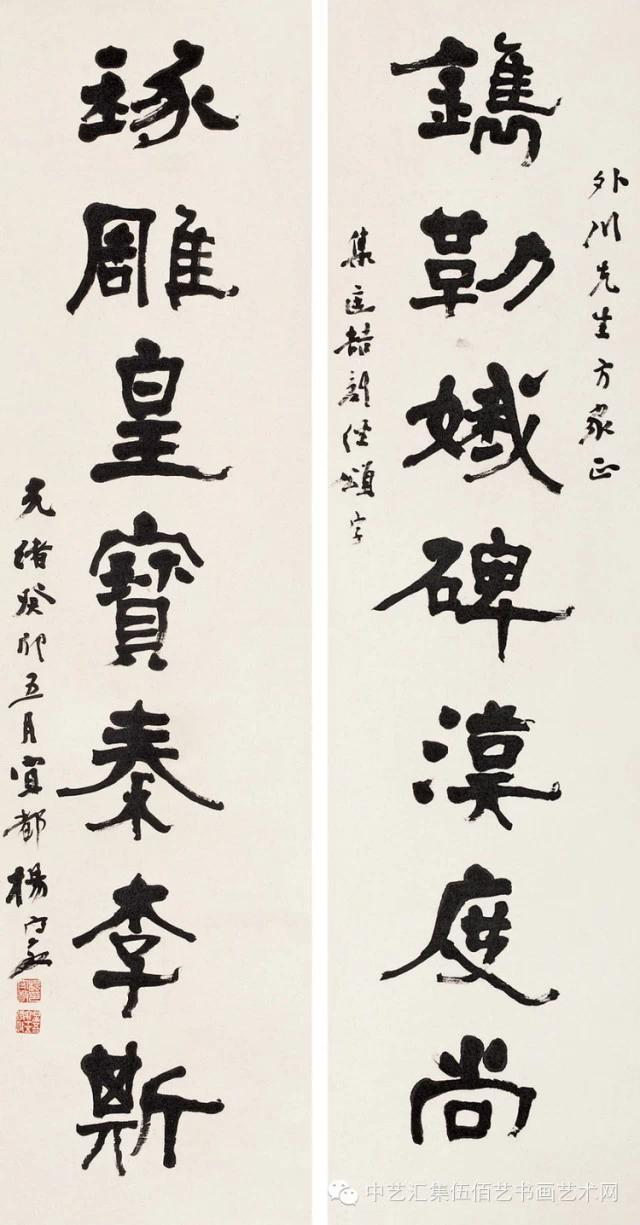
Calligraphie de Yang Shoujing datant de 1903

Avec les encouragements de Pan Zuyin, Yang devient un calligraphe accompli au sein de la tradition chinoise dite de l'École de Stèle. Lors de son passage au Japon, il introduit le style aux calligraphes Japonais "offrant ainsi une esthétique inédite" qui "révolutionne" la calligraphie Japonaise. Dans son pays d'accueil, ses pairs tels que les calligraphes japonais Miyajima Seiichiro, Kusakabe Meikaku, Iwaya Osamu et Matsuda Sekka, le reconnaissent comme un maitre accompli. Iwaya Osamu (巖谷修) et d'autres achetent des centaines de feuilles de Yang. Yang a écrit de nombreux essais sur la calligraphie de l'École de Stèle, qui ont ensuite été publiés par les chercheurs Japonais en deux volumes : Ping bei ji (評碑記 Mémoire critique du style Stèle) et de Ping tie ji (評帖記 Catalogue de modèles du style Stèle).

## Les monuments commémoratifs
En septembre 1986, le gouvernement de la ville de Yidu répare la tombe et l'ancienne résidence de Yang Shoujing, transformant cette dernière en musée. Sa résidence et le tombeau sont maintenant protégées en tant que Site Historique et Culturel National Majeur (désignation 6-995).